# وارهمر فانتزی رول‌پلی
وارهمر فانتزی رول‌پلی (انگلیسی: Warhammer Fantasy Roleplay) یک بازی نقش‌آفرینی در دنیای وارهمر فانتزی است که توسط گیمز ورکشاپ و دیگر دارندگان لایسنس آن منتشر شده است.